# Ripper Motor Carriage Company
Ripper Motor Carriage Company war ein US-amerikanischer Hersteller von Automobilen.

## Unternehmensgeschichte
Das Unternehmen hatte seinen Sitz in Buffalo im US-Bundesstaat New York. Victor E. Ripper leitete es, der auch drei andere Geschäfte betrieb, mit denen er Fahrräder und Automobile anderer Hersteller verkaufte. Er präsentierte im März 1903 auf der Buffalo Automobile Show eigene Fahrzeuge. Der Markenname lautete Ripper. Die Fahrzeuge wurden während des Sommers 1903 beworben. Die Produktion wurde offensichtlich vor Jahresende eingestellt. Im Herbst 1904 verschwand Ripper mit hohen Schulden.

## Fahrzeuge
Im Angebot stand nur ein Modell. Es hatte einen Einzylindermotor mit 5 PS Leistung. Er trieb über eine Kette die Hinterachse an. Das Fahrgestell hatte 163 cm Radstand. Der Aufbau war ein kleiner Runabout mit Platz für zwei Personen. Gelenkt wurde mit einem Lenkhebel. Der Neupreis betrug 575 US-Dollar.